# جورج دول
جورج دول (بالإنجليزية: George Dole)‏ (و. 1885 – 1928 م) هو مصارع رياضي أمريكي، ولد في يبسيلانتي، شارك في الألعاب الأولمبية الصيفية 1908، والمصارعة في الألعاب الأولمبية الصيفية 1908 – حرة رجال وزن الريشة ‏، توفي في مين، عن عمر يناهز 43 عاماً.

## روابط خارجية
- جورج دول على موقع قاعدة بيانات المصارعة الدولية (الإنجليزية)
- جورج دول على موقع أوليمبيديا (الإنجليزية)